# Rhabdomastix (Lurdia) neolurida neolurida
Rhabdomastix (Lurdia) neolurida neolurida is een ondersoort van de tweevleugelige Rhabdomastix (Lurdia) neolurida uit de familie steltmuggen (Limoniidae). De ondersoort komt voor in het Nearctisch gebied.